# Granietblokken Jacoba van Tongerenbrug
Granietblokken Jacoba van Tongerenbrug is een artistiek kunstwerk in Amsterdam Nieuw-West.
De Jacoba van Tongerenbrug, vernoemd naar Jacoba van Tongeren werd in 1953 opgeleverd als Brug 602. Esthetisch architect van de vaste brug was Piet Kramer; het technische deel kwam uit de koker van de Dienst der Publieke Werken. Zowel architect als dienst werkte veelal samen met Hildo Krop, stadsbeeldhouwer. De granietblokken zouden nog door Krop bewerkt worden, maar het kwam er niet van. In 1987 kreeg de op het bedrijventerrein De Heining werkende kunstenaar Ton Kalle het verzoek die sluitstenen te voltooien; het was zijn eerste opdracht. In tegenstelling tot Krop die veelal figuratief werk leverde, hield Kalle het bij abstracte kunst. Hij bewerkte de granietblokken licht naar een gebogen vorm en liet ze gedraaid (45 graden) terugplaatsen. Door de kromming en de gedraaide stand maakte het beeld contact met de ruimte rondom de brug, aldus de kunstenaar. Van de brug komend zou het het open veld in leiden, komend vanuit open veld, leiden de blokken je juist naar de brug. Door de gekozen vorm krijgen de granietblokken ook contact met de lucht eromheen of zoals de kunstenaar zelf zei: “hiermee pakt het de hemel”. Hij omschreef het als een kleine werking in de omgeving, zeker in vergelijking met soortgelijke kunstwerken die hij ontwierp voor de Oude Kinkerbrug (brug 169), waarbij hij hetzelfde doel kon nastreven, maar in een grotere opzet.